# Cuora flavomarginata
Espèce
Synonymes
- Cistoclemmys flavomarginata Gray, 1863
- Cyclemys flavomarginata sinensis Hsu, 1930
- Terrapene culturalia Yeh, 1961
- Cuora evelynae Ernst & Lovich 1990

Statut de conservation UICN

 EN A1cd+2cd : En danger
Statut CITES
Cuora flavomarginata ou Tortue-boîte à bords jaunes est une espèce de tortues de la famille des Geoemydidae.

## Répartition
Cette espèce se rencontre :
- en Chine dans les provinces du Fujian, du Henan, du Anhui, du Hubei, du Hunan, du Jiangsu, du Jiangxi, du Sichuan et du Zhejiang et à Taïwan pour la sous-espèce Cuora flavomarginata flavomarginata ;
- dans les îles Ryūkyū au Japon pour la sous-espèce Cuora flavomarginata evelynae.

## Habitat
La tortue boîte à bords jaunes vit dans les marécages et les landes au climat subtropical et tempéré.

## Description

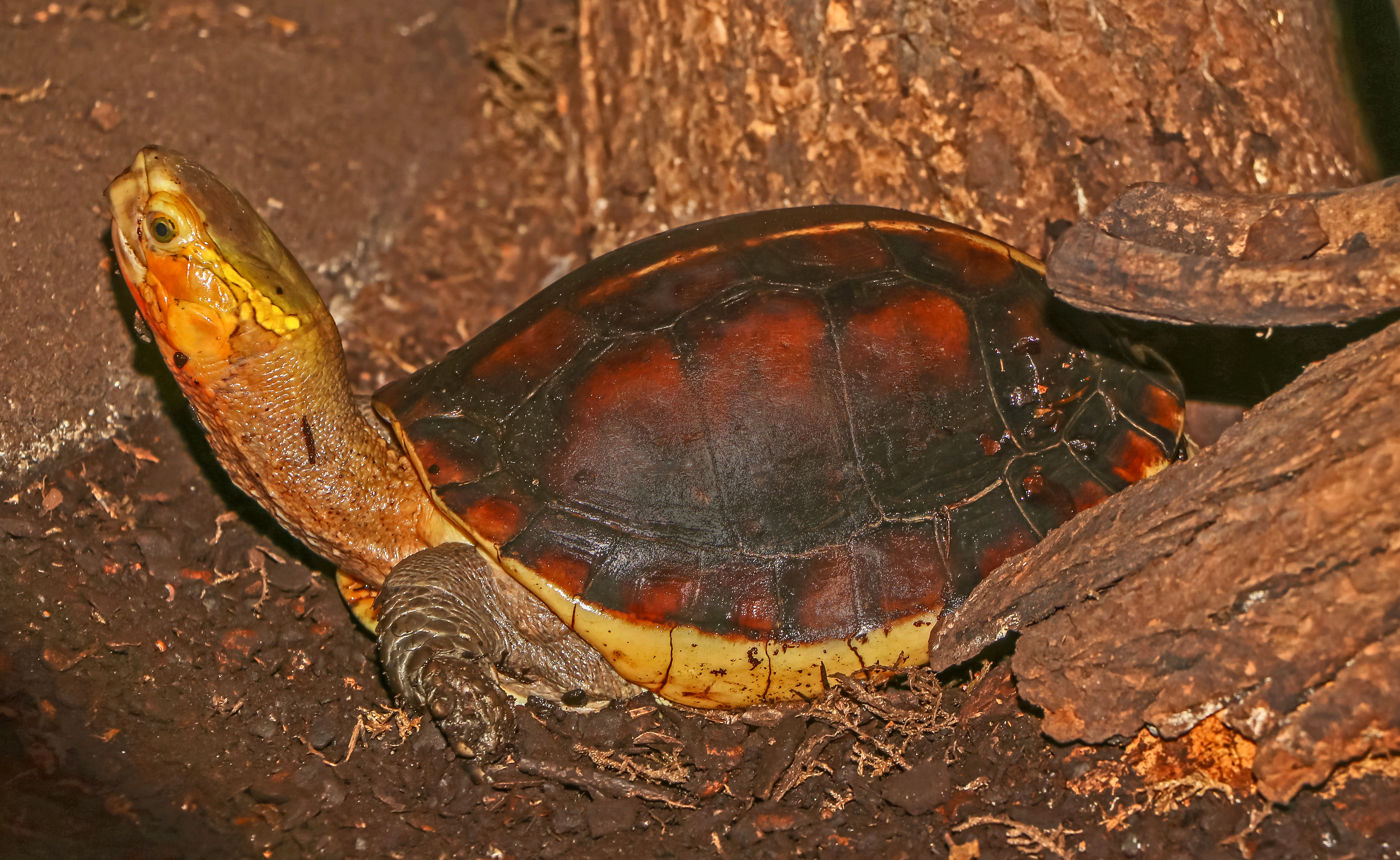
Tortue boîte à bords jaunes, zoo de Karlsruhe, Allemagne

C'est une tortue boîte asiatique plutôt terrestre et chasseuse. C'est une mauvaise nageuse. Elle mesure jusqu'à 20 cm.
Cette tortue est facilement identifiable à ses "joues" orangé et à la bordure jaune de son plastron.
Elle pond de 4 à 8 œufs par saison de nidification (pontes multiples). Les petits ont une longueur d'environ 4 cm.
Elle est omnivore : elle se nourrit de fruits et de végétaux, d'insectes, d'escargots et de vers...

## Liste des sous-espèces
Selon TFTSG (23 novembre 2012) :
- Cuora flavomarginata evelynae Ernst & Lovich, 1990
- Cuora flavomarginata flavomarginata (Gray, 1863)

## Taxinomie
Cuora evelynae fut un temps décrite comme espèce distincte.

## Publications originales
- Ernst & Lovich, 1990 : A new species of Cuora (Reptilia: Testudines: Emydidae) from the Ryukyu Islands. Proceedings of the Biological Society of Washington   , vol. 103, no 1, p. 26-34.
- Gray, 1863 : Observations on the box tortoises, with the descriptions of three new Asiatic species. Proceedings of the Zoological Society of London, vol. 1863, p. 173-179 (texte intégral).